# فرفرية قليلة الصفيحات مجهولة السبب
فرفرية قليلة الصفيحات مجهولة السبب أو قلة الصفيحات المناعي أو قلة الصفيحات المجهول السبب (بالإنجليزية: Idiopathic thrombocytopenic purpura)‏ هي مرض مناعي ذاتي يؤدي إلى نقص في الصفائح الدموية وينتشر لدى النساء بشكل أكبر.

## الأسباب
وفي الحقيقة أنه في كثير من الأحيان لا يعرف سبب مباشر لحدوث تلك الحالة ولكننا نعرف بعض الأمور التي ينتج عنها هذا الأشكال مثل التطعيمات الفيروسية أحيانا، وفيروسات الزكام والجدري الماء وغيرها، إضافة إلى أن هناك حالات مرضية مثل الذئبة الحمراء وخلل الجهاز المناعي (مثل أمراض المناعة الذاتية) كما أنها قد تنتج أيضا عن تناول بعض الأدوية دون استشارة الطبيب.

## التشخيص
يتم التشخيص عن طريق استبعاد الأمراض الأخرى المسببة لقلة الصفيحات الدموية مثل:
- نقص الصفيحات المحرض بالأدوية: وهناك بعض الأدوية قد تؤدي إلى نقص في الصفيحات أدوية الصرع وأدوية السلفا وأدوية الروماتيزم وبعض المضادات الحيوية.
- المتلازمة الانحلالية اليوريميائية: وهذا المرض يحدث في الأطفال الرضع والطفولة الباكرة ويظهر هذا المرض على شكل التهاب معدة وإمعاء حاد يتمثل بإسهال وقيء ثم يتلو ذلك أعراض فقر دم انحلالي ونقص في الصفيحات وقصور كلوي حاد يمكن أن يؤدي إلى فشل كلوي، وقد توجد بعض الأعراض العصبية، هذا ما يرعب الأطباء حينما يصاب الطفل بإسهال وقيء فهم يخافون إصابتهم بهذه المضاعفات الخطيرة.
- فرفرية نقص الصفيحات التخثرية: في هذا يحدث خثرات (تجلطات) في الأوعية الصغيرة وحين تصيب المخ تؤدي إلى تبدلات في المزاج والتوجه وربما إلى عدم الإبصار وتشنجات.
- متلازمة كاسباخ - ميريت: وهي عبارة عن ورم وعائي دموي كبير مع تخثر موضع داخل الأوعية مسبباً نقصًا في عدد الصفيحات وهذا الورم الوعائي ربما يكون داخلياً يصعب اكتشافه. ومن المضاعفات الأخرى لهذا المرض قصور في القلب وعلاجها يعتمد على شدة وضخامة الورم ويتخدل الجراح والاشعة والليزر في العلاج.
- التشظي Sequestration: يحدث نقص في عدد الصفيحات نتيجة لضخامة الطحال الشديدة.

## الأعراض

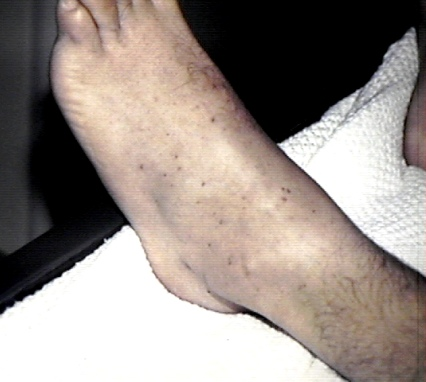
طفح جلدي بسبب نقص الصفائح في القدم

أغلب من يعانون من نقص في الصفيحات الدموية التجلط لا يعانون من أية أعراض، ولكن عندما يصبح عدد صفائح الدم منخفضًا جدًا، يكون العرض الرئيسي هو طفح جلدي مميز من بقع حمراء ارجوانية اللون غالبًا ما تكون على الكاحلين والقدمين.كما يمكن أن يسبب نقص خلايا التجلط حدوث نزيف متكرر من الانف وسهولة في حدوث الكدمات وكثافة دورات الحيض في النساء، قد يكون النزف زائداً وتصعب السيطرة عليه.
يمكن أيضًا أن يحدث نزيف داخلي خطير مثل داخل المخ، أو نزيف من المعدة إذا انخفض عدد الصفيحات إلى مستويات متدنية جدًا أقل من 10 آلاف، في حين أن العدد الطبيعي يتراوح من 150 ألف إلى 400 ألف صفيحة.

## العلاج
إذا لاحظت أي نزيف غير طبيعي أو ظهر لديك طفح جلدي من بقع حمراء ارجوانية اللون، فإذهب إلى الطبيب. سوف يجري لك اختبارات للدم لقياس مستوى الصفائح الدموية لديك ومستوى خلايا الدم الأخرى.
نظراً لأن الكثير من العقاقير المختلفة يمكن أن تسبب تلك الحالة، فقد ينصحك الطبيب بالتوقف عن تناول عقاقير معينة مما تصرف بتذكرة طبية.
إذا كان يبدو أن جهازك المناعي هو الذي يسبب المرض، فقد يصف لك الطبيب عقاقير القشرة الكظرية لتثبيط رد الفعل المناعي الذاتي.
أما إذا كانت حالتك خطيرة ولم تسعفك الادوية فلا مناص من اللجوء إلى جراحة استئصال الطحال لمنع الطحال من تدمير الصفائح الدموية.
يبدأ علاج نقص التجلط الثانوي بالتخلص من الحالة المسببة أو بإيقاف الأدوية المسببة لهذا المرض.
قد لا يكون العلاج ضروريًا إذا لم يكن ثمة اعراض، وهو الحال الكائن في الأطفال غالبًا. لكن إذا انخفضت عدد صفائح الدم إلى اقل من مستوى معين، فإن خطر حدوث النزيف يكون كبيرًا جداً لدرجة أنك ستحتاج إلى نقل للصفائح الدموية إليك.
توجد مادة طبيعية جديدة في استخدامها للعلاج تسمى ثرومبوبوييتين (أي المادة المكونة أو المنشطة لتكون خلايا التجلط أو الصفائح الدموية) وهي كفيلة بجعل عدد الصفائح يرتفع وقد تحل محل نقل الصفائح الدموية
1- المواد الكورتيزونية: وتستخدم في الحالات الحادة والمزمنة، ووجد كما ذكرنا أنها ترفع عدد الصفيحات بشكل أسرع من الذين لم يتم علاجهم، ولكن هناك خطورة من استخدامها لمدة طويلة، كما يجب إيقافها بشكل تدريجي وهنا تفاصيل كيفية العلاج ويترك للطبيب المعالج.
2- القلوبولينات المناعية الوريدية: وهذه المادة لها تأثير سريع وعجيب في رفع عدد الصفيحات بشكل سريع في بعض الحالات، وهذا العلاج باهظ الثمن، وله بعض المساوئ والمضاعفات مثل الصداع والقيء، وفي بعض الأحيان وهذا نادر بسبب الاحتياطات التي تعمل من قبل المختبرات ينقل بعض الأمراض الخطيرة.
3- المعالجة بالـ ANTI-D وريديًا: وهذا العلاج لا يزال هناك جدل وبحث في استخدامه.

## معرض صور

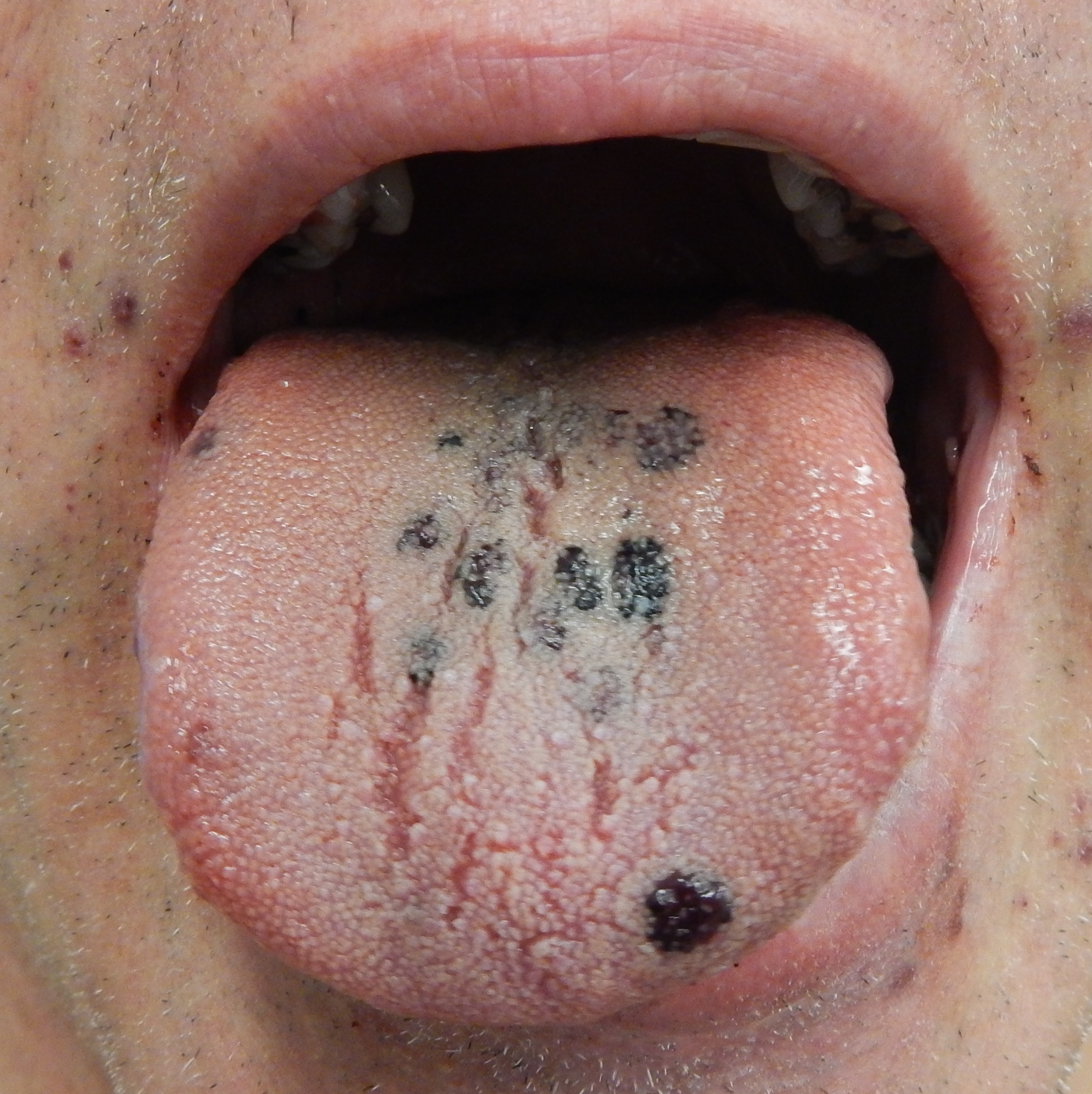
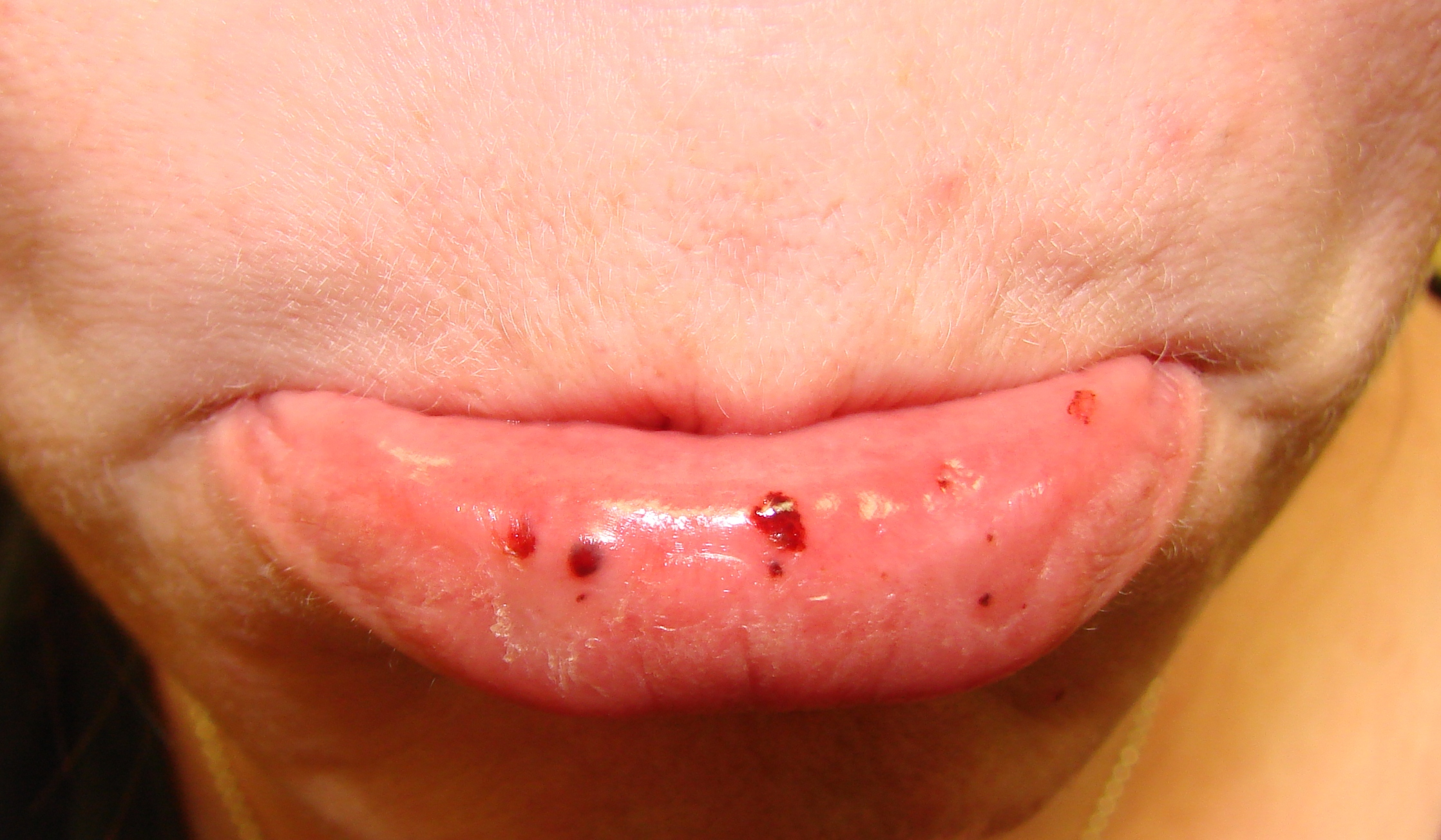
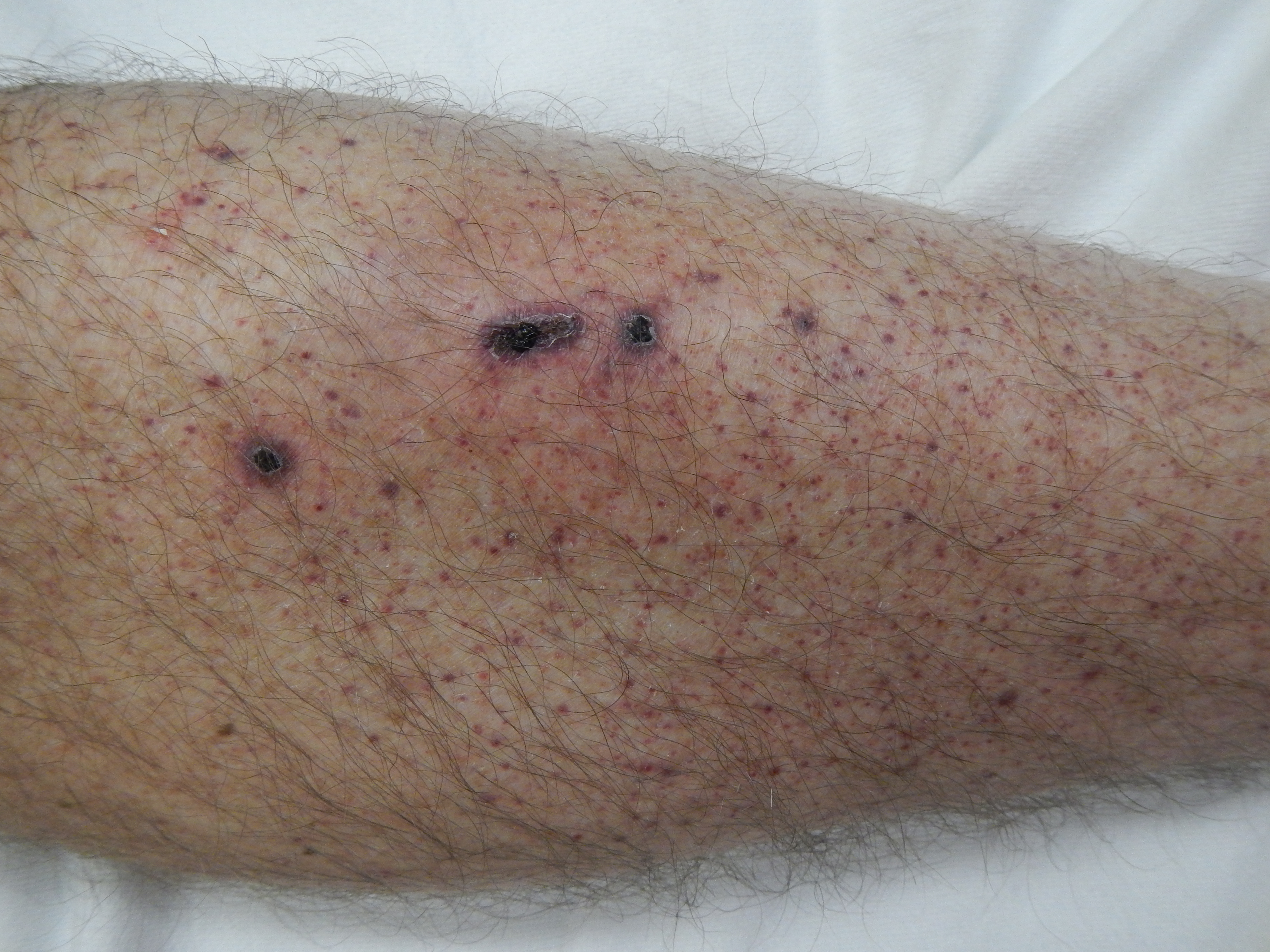